# Carmen Mendes
Carmen Mendes (1927 — 8 de maio de 2003), foi uma atriz portuguesa. Considerada, o rosto feminino do cinema comercial português da década de 1960.  

## Biografia
Carmen Mendes, nome artístico de Hermínia Mendes, estreou-se como atriz na Revista “Ela Aí Está” no Teatro Avenida. Vasco Santana aconselhou-a a dedicar-se à comédia, tendo trabalhado no Teatro Monumental, na Companhia de Teatro Alegre (sob a direção de Henrique Santana), no Teatro Maria Matos, entre outros. 
Foi casada com o cineasta Augusto Fraga. 
Faleceu em 8 de maio de 2003 na sua residência, vítima de doença prolongada. O corpo da atriz ficou em câmara ardente na Igreja da Nossa Senhora de Fátima, em Lisboa, no concelho dos Olivais. 

## Cinema
Entre a sua filmografia encontram-se: 
- 1947 - Três Espelhos
- 1958 - Sangue Toureiro
- 1982 - Tempo Vazio

## Teatro
- Ela Aí Está - Teatro Avenida
- 1951 - As Três Valsas - Teatro Monumental[4]
- 1953 - Lisboa Antiga - Teatro Apolo[5]
- 1953 - Eva no Paraíso - Teatro Apolo[6]
- 1954 - Mãos no Ar - Teatro Apolo[7]
- 1954 - Casei Com um Anjo - Teatro Monumental[8]
- 1955 - O Tio Valente - Teatro Avenida[9]
- 1956 - Muitas... e Boas! - Teatro ABC[10][11]
- 1956 - Já Vais Aí? - Teatro ABC[12]
- 1961 - O Diabo é um Anjinho - Teatro Avenida[13]
- 1961 - Loucuras de Papá e Mamã - Teatro Avenida[14][15]
- 1962 - Aqui Há Fantasmas - Teatro Variedades[16]
- 1963 - A Barraca - Teatro Monumental[17]
- 1965 - Um Domingo em Nova Iorque - Teatro Capitólio[18]
- 1966 - Morra Agora e Pague Depois - Teatro Capitólio[19]
- 1967 - Bocage - Alma Sem Mundo - Teatro Estúdio de Lisboa[20]
- 1969 - Quando Ela Se Despiu... - Teatro Monumental[21]
- 1971 - Cá Vai Lisboa a Cantar - Digressão[22]
- 1975 - Pato com Laranja - Teatro Villaret[23][24]
- 1985 - Jardim de Outono - Teatro Estúdio de Lisboa[25]

## Prémios
Em 1982, recebeu o Prémio para Melhor Interpretação Feminina no Festival Internacional de Cinema da Costa Brava, pelo seu desempenho no filme “Tempo Vazio”. 